# New England Patriots 2019
La stagione 2019 dei New England Patriots è stata la 50ª della franchigia nella National Football League, la 60ª complessiva e la 20ª con Bill Belichick come capo-allenatore. La squadra iniziò la stagione come campione in carica dopo la vittoria sui Los Angeles Rams nel Super Bowl LIII. Per la prima volta dal 2010, Rob Gronkowski non fece parte del roster essendosi ritirato dopo la stagione 2018. La squadra vinse la AFC East per l'11ª stagione consecutiva e migliorò il record di 11-5 della stagione precedente salendo a 12-4 ma fu eliminata a sorpresa dai Titans nel turno delle wild card dei playoff.
Trascinati da un'eccellente difesa, i Patriots vinsero tutte le prime 8 partite per la terza volta nella loro storia, sollevando l'ipotesi che potessero ripetere la stagione regolare da imbattuti del 2007. Tuttavia, la loro striscia vincente si interruppe con la sconfitta nella settimana 9 contro i Baltimore Ravens, che fu anche la prima sconfitta contro i Ravens dalla finale della AFC del 20 gennaio 2013. Nella settimana 12, i Patriots stabilirono un nuovo record NFL con la 17ª stagione consecutiva da almeno 10 vittorie, superando i San Francisco 49ers del periodo 1983–1998.
Per la prima volta dal 2010, i Patriots cambiarono più di kicker nel corso della stagione, con Stephen Gostkowski che fu inserito in lista infortunati, venendo sostituito dagli arrivi di metà stagione Mike Nugent, Nick Folk, e Kai Forbath.
Con la vittoria sui Buffalo Bills nella settimana 16, i Patriots si aggiudicarono la AFC per l'11º anno consecutivo. Tuttavia, malgrado l'essere arrivati a inizio dicembre con un record di 10–1, i Patriots non riuscirono ad ottenere la possibilità di saltare il primo turno di playoff per la prima volta dal 2009 a causa di un collasso nel finale di stagione culminato nella sconfitta per 27–24 con i Dolphins, accompagnata dalla vittoria per 31–21 dei Chiefs sui Chargers in Week 17. Fu la prima sconfitta casalinga contro i Dolphins dal 2008 e la prima dal 2005 con Tom Brady come quarterback titolare.
Nel turno delle wild card per la prima volta dal 2009, i Patriots persero contro i Tennessee Titans 20–13. Fu la prima volta dal 2012 che New England perse una gara di playoff in casa, la prima volta in cui non raggiunse il divisional round dal 2009 e la prima in cui non raggiunse la finale della AFC dal 2010 oltre la prima dal 2015 in cui non raggiunse il Super Bowl.

## Scelte nel Draft 2019
| Scelte dei Patriots nel Draft 2019 |        |                  |       |               |
| Giro                               | Scelta | Giocatore        | Ruolo | College       |
| 1                                  | 32     | N'Keal Harry     | WR    | Arizona State |
| 2                                  | 45     | Joejuan Williams | CB    | Vanderbilt    |
| 3                                  | 77     | Chase Winovich   | DE    | Michigan      |
| 3                                  | 87     | Damien Harris    | RB    | Alabama       |
| 3                                  | 101    | Yodny Cajuste    | OT    | West Virginia |
| 4                                  | 118    | Hjalte Froholdt  | OG    | Arkansas      |
| 4                                  | 133    | Jarrett Stidham  | QB    | Auburn        |
| 5                                  | 159    | Byron Cowart     | DE    | Maryland      |
| 5                                  | 163    | Jake Bailey      | P     | Stanford      |
| 7                                  | 252    | Ken Webster      | CB    | Mississippi   |

## Staff
| Staff dei New England Patriots nel 2019 |
| --- |
| Organi dirigenziali - Proprietario/CEO – Robert Kraft - Presidente – Jonathan Kraft - Direttore del personale dei giocatori – Nick Caserio - Direttore degli osservatori del college – Monti Ossenfort - Direttore dell'amministrazione degli osservatori – Nancy Meier - Direttore degli osservatori dei professionisti – Bob Quinn - Assistente dir. osservatori professionisti – Dave Ziegler - Football Research Director – Ernie Adams - Direttore delle attività sportive – Berj Najarian Capo allenatore - Bill Belichick Altri allenatori - Preparatore atletico – Moses Cabrera - Assistente p.a. – James Hardy Allenatori dell'attacco - Coordinatore dell'attacco/Quarterback - Josh McDaniels - Assistente QB - Jerry Schuplinski - Running Back – Ivan Fears - Wide Receiver – Chad O'Shea - Tight End – Brian Daboll - Offensive Line – Dante Scarnecchia Allenatori della difesa - Defensive Line/Assistente – Brendan Daly - Linebacker – Jerod Mayo - Cornerback – Mike Pellegrino - Safety – Steve Belichick Allenatori dello special team - Special Team – Joe Judge - Assistente Special Team - Raymond Ventrone |

## Roster
| Roster dei New England Patriots nel 2019 |
| --- |
| Quarterback - 12 Tom Brady - 4 Jarrett Stidham Running Back - 38 Brandon Bolden - 34 Rex Burkhead - 46 James Develin FB - 37 Damien Harris - 26 Sony Michel KR - 28 James White Wide Receiver - 17 Mohamed Sanu - 15 N'Keal Harry - 13 Phillip Dorsett - 11 Julian Edelman PR - 16 Jakobi Meyers - 80 Gunner Olszewski - 18 Matthew Slater Tight End - 85 Ryan Izzo - 83 Matt LaCosse Offensive Linemen - 66 Russell Bodine C - 61 Marcus Cannon T - 74 Korey Cunningham T - 65 Jermaine Eluemunor G - 75 Ted Karras C - 69 Shaq Mason G - 62 Joe Thuney G - 76 Isaiah Wynn T Defensive Linemen - 70 Adam Butler DT - 99 Byron Cowart DT - 93 Lawrence Guy DT - 71 Danny Shelton DT - 55 John Simon DE - 50 Chase Winovich DE - 91 Deatrich Wise Jr. DE Linebacker - 51 Ja'Whaun Bentley MLB - 90 Shilique Calhoun OLB - 58 Jamie Collins OLB - 54 Dont'a Hightower OLB - 52 Elandon Roberts MLB - 53 Kyle Van Noy OLB Defensive Back - 25 Terrence Brooks SS - 23 Patrick Chung SS - 43 Nate Ebner FS - 24 Stephon Gilmore CB - 21 Duron Harmon SS - 27 J.C. Jackson CB - 31 Jonathan Jones CB - 32 Devin McCourty FS - 30 Jason McCourty CB - 22 Obi Melifonwu FS - 33 Joejuan Williams CB Special Team - 7 Jake Bailey P - 49 Joe Cardona LS - 3 Stephen Gostkowski K Lista delle riserve - 60 David Andrews C (IR) - 63 Yodny Cajuste OT (NF-Inj.) - 58 Keionta Davis DE (IR) - 64 Hjalte Froholdt G (IR) - 42 Malik Gant SS (IR) - 81 Lance Kendricks TE (Sospeso) - 36 Brandon King OLB (IR) - 19 Cameron Meredith WR (PUP) - 95 Derek Rivers DE (IR) - 41 D'Angelo Ross CB (IR) - 84 Benjamin Watson TE (Sospeso) Squadra di allenamento - 67 Colby Gossett G - 96 Gerri Green DE - 59 Terez Hall OLB - 47 Jakob Johnson FB - 94 Ufomba Kamalu DT - 48 Calvin Munson MLB - 72 Dan Skipper T - 92 Nick Thurman DT - 68 Najee Toran G 53 attivi, 10 inattivi, 9 nella squadra di allenamento |
| Legenda - I rookie sono in corsivo. - Il primo ruolo è il principale mentre gli eventuali successivi indicano i ruoli secondari. - (IR) sta per Injured Reserve ed indica la lista ristretta per un solo giocatore infortunato che può tornare ad allenarsi dopo la settimana 6 e a rientrare in prima squadra dopo che questa ha giocato 8 partite. - (NF-Inj.) / (NF-Ill.) stanno rispettivamente per Non-Football Injured e Non-Football Illness ed indicano le liste dove viene inserito un giocatore che ha un infortunio o una malattia non dipendente dal football americano. - (PUP) sta per Physically Unable to Perform ed indica la lista dove viene inserito un giocatore mentre è in attesa di recuperare la condizione fisica. Nella stagione regolare dopo la sesta partita giocata dalla propria squadra, il giocatore ha tempo tre settimane per riprendere ad allenarsi, più tre settimane aggiuntive dal suo rientro agli allenamenti per rientrare in prima squadra. |

## Calendario

### Stagione regolare
| Stagione regolare |                        |                    |                    |                         |                    |
| Turno             | Avversario             | Risultato          | Record             | Stadio                  | Sintesi            |
| 1                 | Pittsburgh Steelers    | V 33–3             | 1–0                | Gillette Stadium        | Recap              |
| 2                 | at Miami Dolphins      | V 43–0             | 2–0                | Hard Rock Stadium       | Recap              |
| 3                 | New York Jets          | V 30–14            | 3–0                | Gillette Stadium        | Recap              |
| 4                 | at Buffalo Bills       | V 16–10            | 4–0                | New Era Field           | Recap              |
| 5                 | at Washington Redskins | V 33–7             | 5–0                | FedEx Field             | Recap              |
| 6                 | New York Giants        | V 35–14            | 6–0                | Gillette Stadium        | Recap              |
| 7                 | at New York Jets       | V 33–0             | 7–0                | MetLife Stadium         | Recap              |
| 8                 | Cleveland Browns       | V 27–13            | 8–0                | Gillette Stadium        | Recap              |
| 9                 | at Baltimore Ravens    | S 20–37            | 8–1                | M&T Bank Stadium        | Recap              |
| 10                | Settimana di pausa     | Settimana di pausa | Settimana di pausa | Settimana di pausa      | Settimana di pausa |
| 11                | at Philadelphia Eagles | V 17–10            | 9–1                | Lincoln Financial Field | Recap              |
| 12                | Dallas Cowboys         | V 13–9             | 10–1               | Gillette Stadium        | Recap              |
| 13                | at Houston Texans      | S 22–28            | 10–2               | NRG Stadium             | Recap              |
| 14                | Kansas City Chiefs     | S 16–23            | 10–3               | Gillette Stadium        | Recap              |
| 15                | at Cincinnati Bengals  | V 34–13            | 11–3               | Paul Brown Stadium      | Recap              |
| 16                | Buffalo Bills          | V 24–17            | 12–3               | Gillette Stadium        | Recap              |
| 17                | Miami Dolphins         | S 24–27            | 12–4               | Gillette Stadium        | Recap              |

Nota: gli avversari della propria division sono in grassetto.

### Playoff

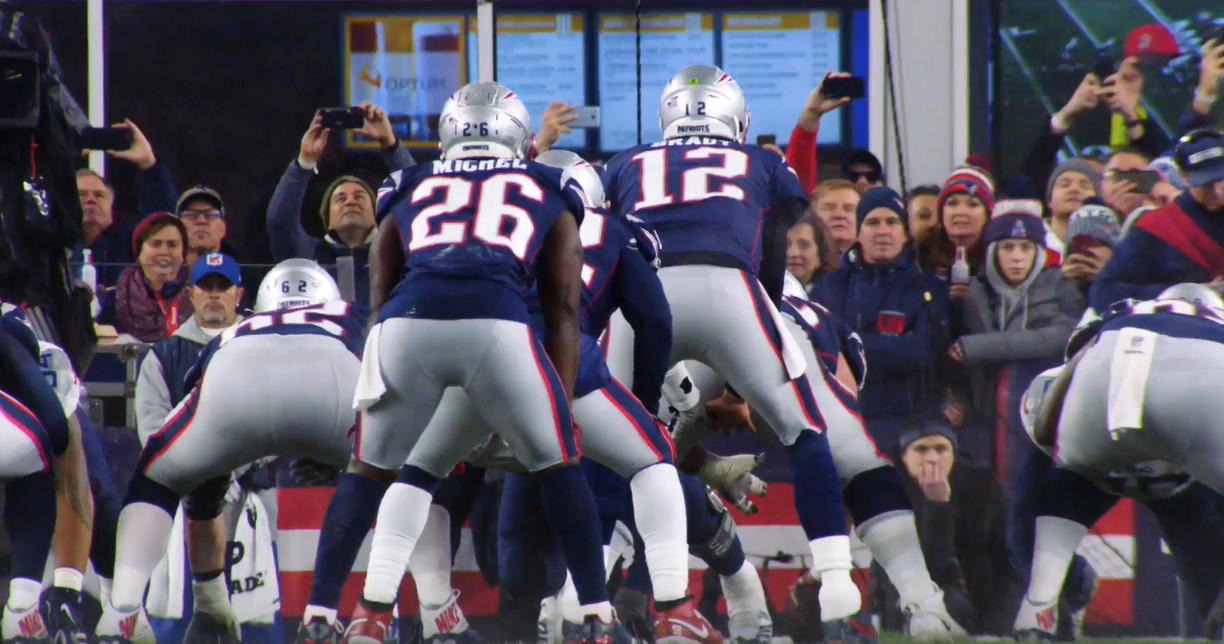
La partita di playoff contro i Titans

| Playoff   |                |                      |           |        |                  |         |
| Turno     | Data           | Avversario           | Risultato | Record | Stadio           | Sintesi |
| Wild Card | 4 gennaio 2020 | Tennessee Titans (6) | S 13–20   | 0–1    | Gillette Stadium | Recap   |

## Classifiche

### Division
| AFC East             | AFC East | AFC East | AFC East | AFC East | AFC East | AFC East | AFC East | AFC East |
| vedi • disc. • mod.  | V        | S        | P        | PCT      | DIV      | CONF     | PF       | PS       |
| -------------------- | -------- | -------- | -------- | -------- | -------- | -------- | -------- | -------- |
| New England Patriots | 12       | 4        | 0        | .750     | 5–1      | 8-4      | 420      | 225      |
| Buffalo Bills        | 10       | 6        | 0        | .625     | 3–3      | 7-5      | 314      | 259      |
| New York Jets        | 7        | 9        | 0        | .438     | 2–4      | 4-8      | 276      | 459      |
| Miami Dolphins       | 5        | 11       | 0        | .313     | 2-4      | 4-8      | 306      | 494      |
|                      |          |          |          |          |          |          |          |          |
|                      |          |          |          |          |          |          |          |          |

### Conference
| American Football Conference           | American Football Conference | American Football Conference | American Football Conference | American Football Conference | American Football Conference | American Football Conference | American Football Conference | American Football Conference | American Football Conference | American Football Conference |
| Pos.                                   | Squadra                      | Division                     | V                            | S                            | P                            | PCT                          | DIV                          | CONF                         | SOS                          | SOV                          |
| Capolista di Division                  | Capolista di Division        | Capolista di Division        | Capolista di Division        | Capolista di Division        | Capolista di Division        | Capolista di Division        | Capolista di Division        | Capolista di Division        | Capolista di Division        | Capolista di Division        |
| -------------------------------------- | ---------------------------- | ---------------------------- | ---------------------------- | ---------------------------- | ---------------------------- | ---------------------------- | ---------------------------- | ---------------------------- | ---------------------------- | ---------------------------- |
| 1                                      | Baltimore Ravens             | North                        | 14                           | 2                            | 0                            | .875                         | 5–1                          | 10–2                         | .400                         | .356                         |
| 2                                      | Kansas City Chiefs           | West                         | 12                           | 4                            | 0                            | .750                         | 6–0                          | 9–3                          | .436                         | .414                         |
| 3                                      | New England Patriots         | East                         | 12                           | 4                            | 0                            | .750                         | 5-1                          | 8-4                          | .549                         | .507                         |
| 4                                      | Houston Texans               | South                        | 10                           | 6                            | 0                            | .625                         | 4-2                          | 8-4                          | .441                         | .459                         |
| Wild Card                              |                              |                              |                              |                              |                              |                              |                              |                              |                              |                              |
| 5                                      | Buffalo Bills                | East                         | 10                           | 6                            | 0                            | .625                         | 3-3                          | 7-5                          | .330                         | .214                         |
| 6                                      | Tennessee Titans             | South                        | 9                            | 7                            | 0                            | .563                         | 3-3                          | 7-5                          | .539                         | .452                         |
| In corsa per i play-off                |                              |                              |                              |                              |                              |                              |                              |                              |                              |                              |
| 7                                      | Pittsburgh Steelers          | North                        | 8                            | 8                            | 0                            | .500                         | 3-3                          | 6-6                          | .481                         | .336                         |
| 8                                      | Denver Broncos               | West                         | 7                            | 9                            | 0                            | .438                         | 3-3                          | 6-6                          | .554                         | .353                         |
| 9                                      | Oakland Raiders              | West                         | 7                            | 9                            | 0                            | .438                         | 3-3                          | 5-7                          | .451                         | .404                         |
| 10                                     | Indianapolis Colts           | South                        | 7                            | 9                            | 0                            | .438                         | 3-3                          | 5-7                          | .630                         | .575                         |
| 11                                     | New York Jets                | East                         | 7                            | 9                            | 0                            | .438                         | 2-4                          | 4-8                          | .485                         | .275                         |
| 12                                     | Jacksonville Jaguars         | South                        | 6                            | 10                           | 0                            | .375                         | 2-4                          | 6-6                          | .500                         | .500                         |
| 13                                     | Cleveland Browns             | North                        | 6                            | 10                           | 0                            | .375                         | 3-3                          | 6-6                          | .544                         | .419                         |
| 14                                     | Los Angeles Chargers         | West                         | 5                            | 11                           | 0                            | .313                         | 0-6                          | 3-9                          | .490                         | .300                         |
| 15                                     | Miami Dolphins               | East                         | 5                            | 11                           | 0                            | .313                         | 2-4                          | 4-8                          | .554                         | .450                         |
| 16                                     | Cincinnati Bengals           | North                        | 2                            | 14                           | 0                            | .125                         | 1-5                          | 2-10                         | .639                         | .000                         |
| Criteri di spareggio                   |                              |                              |                              |                              |                              |                              |                              |                              |                              |                              |
| 1.                                     |                              |                              |                              |                              |                              |                              |                              |                              |                              |                              |
| Legenda                                |                              |                              |                              |                              |                              |                              |                              |                              |                              |                              |
| w — wild card ottenuta                 |                              |                              |                              |                              |                              |                              |                              |                              |                              |                              |
| x — partecipazione ai playoff ottenuta |                              |                              |                              |                              |                              |                              |                              |                              |                              |                              |
| y — campioni di division               |                              |                              |                              |                              |                              |                              |                              |                              |                              |                              |
| z — salto del primo turno di play-off  |                              |                              |                              |                              |                              |                              |                              |                              |                              |                              |
| * — vantaggio del campo ottenuto       |                              |                              |                              |                              |                              |                              |                              |                              |                              |                              |

## Premi
- Stephon Gilmore:

miglior difensore dell'anno della NFL

### Premi settimanali e mensili
- Chase Winovich:

rookie della settimana 2
- Jake Bailey:

giocatore degli special team della AFC della settimana 3
giocatore degli special team della AFC della settimana 11
- Kyle Van Noy:

difensore della AFC della settimana 4
- Devin McCourty:

difensore della AFC del mese di settembre
- Stephon Gilmore:

difensore della AFC del mese di ottobre
- Matthew Slater:

giocatore degli special team della AFC della settimana 12